# Route 440 (Nouveau-Brunswick)
Pour les articles homonymes, voir Route 440.
La route 440 est une route locale du Nouveau-Brunswick située dans l'est de la province, entre Rogersville et Saint Margarets. Elle traverse une région mixte, tant agricole que boisée, sur toute sa longueur, qui est de 30 kilomètres. De plus, elle est pavée sur toute sa longueur.

## Tracé
La 440 débute à Rogersville, sur la route 126. Elle commence par être nommée la rue des Érables en traversant Rogersville, puis elle bifurquevers le nord-est pour rejoindre la petite municipalité de Rosaireville. Elle suit ensuite plus ou moins la rivière Bay du Vin, puis croise la route 11, où elle prend fin, à Saint Margarets. 

## Intersections principales
| Route 440 |                 |    |                                                     |                                         |
| Comté     | Location        | km | Intersection/Destinations                           | Notes                                   |
| Kent      | Rogersville     | 0  | R-126, Miramichi, Moncton                           | extrémité ouest de la 440               |
| Kent      | Rogersville     | ~2 | Chemin Saint-Pierre est, Village-Saint-Pierre       |                                         |
| Kent      | Rosaireville    | 19 | Chemin Richard-Ville sud, Barrleau, Acadieville     |                                         |
| Kent      | Saint Margarets | 30 | R-11, Miramichi, Bathurst, Tracadie-Sheila, Shédiac | extrémité est de la 440; km 93 de la 11 |